# Wulfnoth Godwinson
Pour les articles homonymes, voir Wulfnoth.
Wulfnoth Godwinson (vers 1036 ? – 1094) est le sixième fils de Godwin de Wessex, et le frère cadet de Harold Godwinson.

## Biographie
En 1051, pour témoigner de sa loyauté, Godwin envoie Wulfnoth et Hakon (le fils de son fils aîné Sven) comme otages auprès d'Édouard le Confesseur. Godwin, exilé, revient l'année suivante à la tête d'une armée, et de nombreux soutiens d'Édouard fuient alors l'Angleterre, parmi lesquels l'archevêque de Cantorbéry Robert de Jumièges. C'est probablement à ce moment-là que Wulfnoth est remis à la garde du duc Guillaume de Normandie.
Lorsque celui-ci devient roi d'Angleterre, après la bataille d'Hastings et la mort de Harold (1066), il ne libère pas Wulfnoth, probablement pour éviter une révolte des partisans de la maison de Godwin. À sa mort, en 1087, il accorde une amnistie générale, mais si son fils et successeur sur le trône d'Angleterre Guillaume le Roux emmène Wulfnoth outre-Manche, il ne le libère pas pour autant. D'après Orderic Vital, Wulfnoth meurt captif à Salisbury en 1094, après avoir passé la majeure partie de sa vie en détention. Il est possible qu'il ait embrassé une carrière monastique.
Il est l'objet de l'une des épitaphes de Geoffroi de Cambrai.